# Consejo Insular de Mallorca (2015-2019)
Consejo Insular de Mallorca 2015-2019 de la novena legislatura (2015-2019) fue un gobierno de pacto entre los partidos  PSOE, Podemos y Más por Mallorca. Llamado "Acuerdos del cambio" (del catalán, "Acords del canvi"). Este ejecutivo tomó posesión de los cargos el 7 de julio de 2015.

## Composición
El pleno del Consejo de Mallorca está formado por 33 consejeros, elegidos por sufragio universal cada cuatro años. Las elecciones insulares del 24 de mayo de 2015 dieron como resultado el siguiente reparto de escaños:
| Partido | Votos  | %     | Consejeros | Cabeza de lista             |
| ------- | ------ | ----- | ---------- | --------------------------- |
| PP      | 95.110 | 27,78 | 10         | Maria Salom Coll            |
| PSOE    | 61.276 | 17,90 | 7          | Francesc Miralles i Mascaró |
| MÉS     | 59.344 | 17,30 | 6          | Miquel Ensenyat Riutort     |
| PODEMOS | 49.108 | 14,34 | 5          | Jesús Juan Jurado Seguí     |
| El PI   | 32.143 | 9,39  | 3          | Antoni Pastor i Cabrer      |
| Cs      | 24.955 | 7,29  | 2          | Catalina Serra Garcías      |

| PP | PSOE | MÉS | Podemos | El PI                                                                       | Ciudadanos-Partido de la Ciudadanía                |
| 1. Maria Salom Coll 2. Jeroni Salom Munar 3. Catalina Cirer Adrover 4. Onofre Ferrer Riera 5. Catalina Soler Torres 6. Mauricio Rovira de Alós 7. Margalida Isabel Roig Catany 8. Antoni Serra Comas 9. Esperanza Catalá Ribó 10. Joan Rotger Seguí | 1. Francesc Miralles i Mascaró 2. Maria Francesca Servera Pascual 3. Cosme Bonet Bonet 4. Lorena Oliver Far 5. Javier de Juan Martín 6. María del Carmen Palomino Sánchez 7. Miquel Àngel Coll Canyelles | 1. Miquel Ensenyat Riutort 2. Margalida Puigserver Servera 3. Joan Font Massot 4. Mercè Bujosa Estarellas 5. Lluís Enric Apesteguia Ripoll 6. Apol·lònia Miralles Xamena | 1. Jesús Juan Jurado Seguí 2. Maria Roser García Borràs 3. Lucas Gálvez Garrido 4. Aurora Ribot Lacosta 5. Iván Sevillano Miguel | 1. Antoni Pastor i Cabrer 2. Francisca Mora Veny 3. Antoni Amengual Perelló | 1. Catalina Serra Garcías 2. Estanislao Pons Cuart |

## Consejo ejecutivo
El Consejo Ejecutivo del Consejo Insular de Mallorca es un órgano colegiado insular integrado por el presidente del Consejo, los vicepresidentes y todos los consejeros y consejeras ejecutivas a quienes corresponde el ejercicio de la función ejecutiva en relación con las competencias del Consejo insular, sin perjuicio de las atribuciones concedidas a otros órganos de gobierno.
Los departamentos del Consejo son los órganos en que se organiza la institución y que se corresponden con los diferentes sectores de su actividad administrativa. Cada departamento está dirigido por un consejero/a ejecutivo/a a quien corresponden sus respectivas funciones.
| Departament                                                   | Titulars                                | Titulars |
| ------------------------------------------------------------- | --------------------------------------- | -------- |
| Departament                                                   | 4 de juliol de 2015                     |          |
| Presidente                                                    | Miquel Ensenyat Riutort (MÉS)           |          |
| Vicepresidente primero, Cultura, Patrimonio y Deportes        | Francesc Miralles Mascaró (PSIB-PSOE)   |          |
| Vicepresidente segundo, Participación Ciudadana y Presidencia | Jesús Juan Jurado Seguí (PODEMOS-PODEM) |          |
| Territorio e Infraestructuras                                 | Mercedes Garrido Rodríguez (PSIB-PSOE)  |          |
| Economía y Hacienda                                           | Cosme Bonet Bonet (PSIB-PSOE)           |          |
| Bienestar y Derechos Sociales                                 | Margalida Puigserver Servera (MÉS)      |          |
| Desarrollo Local                                              | Joan Font Massot (MÉS)                  |          |
| Medio Ambiente                                                | Sandra Espeja Almajano (PODEMOS-PODEM)  |          |
| Modernización y Función Pública                               | Carmen Palomino Sánchez (PSIB-PSOE)     |          |

## Estructura orgánica
La estructura orgánica que se estableció durante la legislatura fue la siguiente:
Vicepresidencia de Cultura, Patrimonio y Deportes
- Secretaría técnica
- Dirección Insular de Cultura
- Dirección Insular de Deportes
- Dirección Insular de Patrimonio

Departamento de Participación Ciudadana y Presidencia
- Secretaría técnica
- Dirección Insular de Presidencia y Relaciones Institucionales
- Dirección Insular de Participación Ciudadana y Juventud
- Dirección Insular de Igualdad
- Dirección Insular de Comunicación
- Dirección Insular de Política Lingüística
- Dirección Insular de Promoción Sociocultural

Departamento de Economía y Hacienda
- Secretaria técnica
- Dirección Insular de Turismo
- Dirección Insular de Hacienda, Presupuestos y Proyectos
- Dirección Insular de Fomento de la Economía Local

Departamento de Territorio e Infraestructuras
- Secretaria técnica
- Dirección Insular de Territorio y Paisaje
- Dirección Insular de Urbanismo
- Dirección Insular de Infraestructuras y Movilidad
- Dirección Insular de Seguridad Viária y Actividades Clasificadas

Departament de Bienestar y Derechos Sociales
- Dirección Insular de Atención a la Dependencia
- Dirección Insular de Personas con Discapacidad
- Dirección Insular de Menores y Familia
- Dirección Insular de Inclusión Social

Departamento de Medio Ambiente
- Secretaría técnica
- Dirección Insular de Medio Ambiente
- Dirección Insular de Residuos

Departamento de Desarrollo Local
- Secretaría técnica
- Dirección Insular de Cooperación Local y Caza
- Dirección Insular de Emergencias
- Dirección Insular de Juventud

Departamento de Modernización y Función Pública
- Secretaría técnica
- Dirección Insular de Función Pública
- Dirección Insular de Modernización e Innovación